# Uhland-Gymnasium Tübingen
Das Uhland-Gymnasium ist ein Humanistisches Gymnasium in Tübingen, Baden-Württemberg, an dem etwa 700 Schüler von der 5. bis zur 12. Klasse in zumeist drei Parallelklassen unterrichtet werden. Das Kollegium umfasst etwa 90 Lehrkräfte. Das Uhland-Gymnasium wurde nach dem Tübinger Dichter und Politiker Ludwig Uhland (1787–1862) benannt und ist eine der ältesten Schulen Deutschlands.

## Geschichte
Die Geschichte des Uhland-Gymnasiums lässt sich bis zu einer mittelalterlichen Lateinschule zurückverfolgen. Ein genaues Gründungsdatum ist allerdings nicht mehr feststellbar. Das älteste Dokument, das mit relativ hoher Wahrscheinlichkeit auf die Existenz einer Lateinschule in Tübingen schließen lässt, stammt aus dem Jahre 1274. Dieses Dokument berichtet im Zusammenhang mit einer Steuererhebung von einem scolaris aus Tübingen. Da die Bezeichnung scolaris (‚zur Schule gehörig‘) im mittelalterlichen Latein allerdings nicht ausschließlich die Bedeutung ‚Schüler‘ hat, lässt sich nicht mit letzter Sicherheit sagen, ob das Dokument tatsächlich die Existenz einer Tübinger Schule bezeugt. Sollte aber die wahrscheinlichste Übersetzung, nämlich ‚Schüler‘, zutreffen, kann man davon ausgehen, dass der erwähnte Schüler die Tübinger Lateinschule, also den Vorläufer des Uhland-Gymnasiums, besucht hat, da für die Existenz einer deutschsprachigen Schule in Tübingen vor der Reformation keine Belege vorhanden sind.
Diese Tübinger Lateinschule wurde 1535 de facto zur staatlichen Schule erhoben, indem ihr Herzog Ulrich eine dauerhafte staatliche Finanzierung gewährte. Die Schule befand sich damals auf dem Schulberg, der dieser Tatsache seinen noch heute gebräuchlichen Namen zu verdanken hat. Nach dem Schulstandort, der bezogen auf die damaligen Stadtgrenzen ganz im Osten Tübingens lag, erfolgte die Benennung der Schule als Schola anatolica, was so viel wie östliche Schule bedeutet (altgr. ἀνατολή / anatolē: Osten). Zu den Schülern der Schola anatolica zählten unter anderem Ludwig Uhland (Schulbesuch von 1793 bis 1801), Wilhelm Hauff (Schulbesuch von 1809 bis 1816), der 1975 seliggesprochene Carlo Steeb sowie der Philosoph und Theologiekritiker Immanuel Carl Diez.

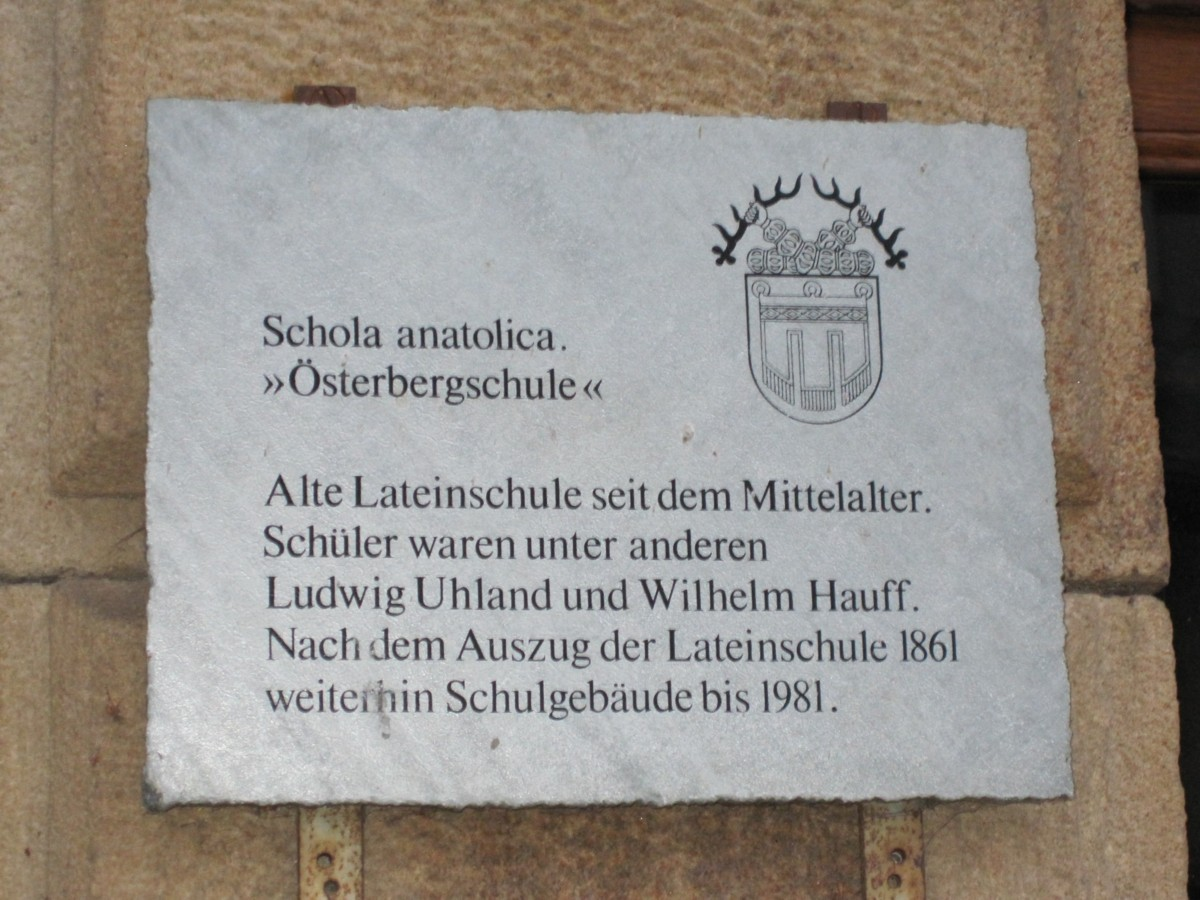
Gedenktafel für die Schola anatolica

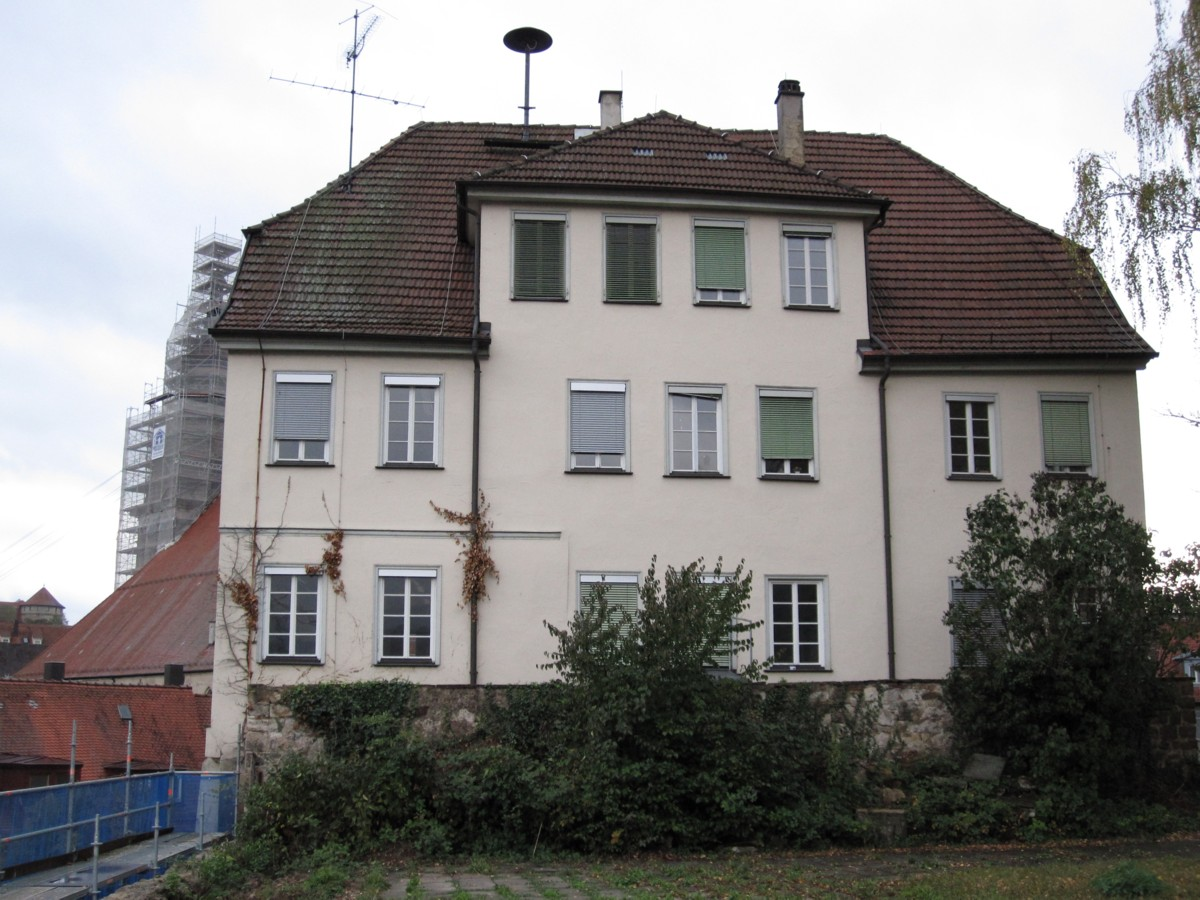
Ehemaliges Schulhaus der Schola anatolica

Gemäß dem Schulgesetz von 1559 wurde die Schola anatolica in den Folgejahren zu einer Lateinschule mit vier Klassen ausgebaut. Da die meisten Schüler die Schule aber sechs bis acht Jahre besuchten, hatte dies zur Folge, dass sich eine Klasse stets aus Schülern mit unterschiedlichem Wissensstand zusammensetzte. Alle vier Klassen wurden in einem einzigen nur durch Bretterwände in einzelne „Klassenzimmer“ unterteilten Saal unterrichtet. An diesen spartanischen Verhältnissen änderte sich über mehrere Jahrhunderte wenig. Auch die Aufteilung in vier Klassen blieb lange erhalten. Erst 1811 erfolgte die Einführung einer fünften Klasse und 1818 die Umwandlung der Lateinschule zu einem Lyzeum, das die Bezeichnung Schola anatolica ablegte. In den Folgejahren diente das Lyzeum als Musterschule für die praktische Ausbildung von Lehramtskandidaten und wurde 1855 mit der Einführung einer sechsten Klasse zum ersten Gymnasium Tübingens erhoben. Das Gymnasium verließ 1861 den Schulberg zu Gunsten eines neuen Standorts in der Wilhelmstraße. Der Umzug in das noch heute genutzte Gebäude in der Uhlandstraße erfolgte 1901.
Die politischen Umbrüche der ersten Hälfte des 20. Jahrhunderts ließen auch das Tübinger Gymnasium nicht unberührt. Im Ersten Weltkrieg fielen 116 ehemalige Schüler, das Schulgebäude wurde für Heereszwecke beschlagnahmt und der Unterricht in andere Schulen ausgelagert. In die Zeit der Weimarer Republik fiel die Anstellung der ersten weiblichen Lehrkraft (die erste Schülerin wurde schon 1906 zugelassen) sowie die Einführung eines Elternbeirats. In der NS-Zeit unterlag das Gymnasium wie alle Schulen der nationalsozialistischen Gleichschaltung. Lehrinhalte und Unterricht wurden nach und nach nationalsozialistischen Vorstellungen angepasst. Der Zweite Weltkrieg forderte noch mehr Opfer als der erste. Unter den ehemaligen Schülern sind 198 Gefallene zu beklagen. Der einzige jüdische Schüler des Gymnasiums, Arnold Wochenmark, konnte sich im Sommer 1933 durch Ausreise in die Schweiz antisemitischer Verfolgung entziehen. Nur ein Schulereignis aus dieser Zeit ist gänzlich unpolitisch. Das bis dahin namenlose Gymnasium erhielt 1937 aus Anlass des 150. Geburtstags von Ludwig Uhland den Namen Uhland-Gymnasium.
Nachdem am 19. April 1945 die französische Armee in Tübingen einmarschiert war, wurde das Schulgebäude abermals zweckentfremdet und zum „centre d´accueil des prisonniers et des déportés“ erklärt, also zu einem Auffanglager für befreite Kriegs- und Zivilgefangene sowie für Personen, die von der NS-Diktatur deportiert worden waren. Unterricht fand zunächst nur sporadisch statt, bis das Gebäude am 30. August 1945 wieder für den Schulbetrieb freigegeben wurde. Allerdings musste sich das Uhland-Gymnasium das Gebäude bis 1953 mit dem benachbarten Wildermuth-Gymnasium teilen, da dessen Gebäude mehrere Jahre beschlagnahmt blieb. Die nachfolgenden Jahrzehnte waren am Uhland-Gymnasium vor allem durch eine Entwicklung weg von der rein altphilologischen Ausrichtung der Schule gekennzeichnet. 1971 wurde der Zug „neusprachlich I“ eingeführt, der mit der Sprachenfolge Latein – Englisch – Französisch zum ersten Mal ein Abitur am Uhland-Gymnasium ohne Altgriechisch ermöglichte.

## Das Uhland-Gymnasium heute

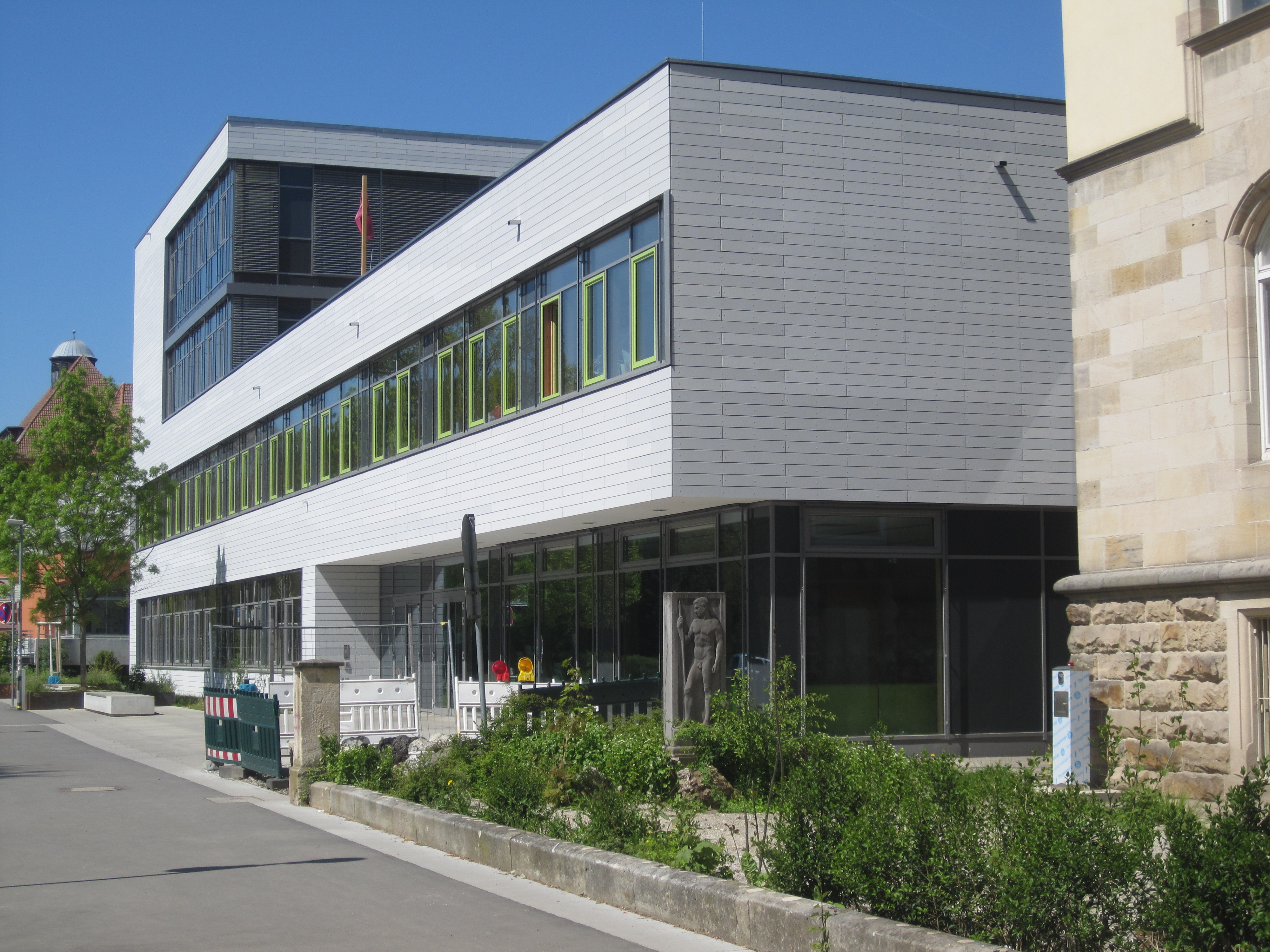
Erweiterungsbau von 2014

Das Uhland-Gymnasium ist heute das kleinste der fünf Tübinger Gymnasien, an dem mit der Sprachenfolge Latein – Englisch – Altgriechisch nach wie vor ein altsprachlich ausgerichteter Zug gewählt werden kann. Die Mehrheit der Schüler entscheidet sich aber seit Jahren für den neusprachlichen Zug mit der Sprachenfolge Latein – Englisch – Französisch. Seit dem Schuljahr 2007/2008 bietet das Uhland-Gymnasium einen Zug für Hochbegabte an. Darüber hinaus besteht seit 2008 die Möglichkeit, die Schule freiwillig in der Form einer offenen Ganztagsschule zu besuchen. Es findet regelmäßiger Schüleraustausch mit zwei französischen Partnerschulen in Beauvais und in Besançon sowie mit der US-amerikanischen Partnerschule in Ann Arbor statt.
Aufgrund steigender Schülerzahlen genehmigte der Gemeinderat Tübingen 2011 einen Erweiterungsbau mit zusätzlichen Klassenzimmern direkt westlich neben dem Altbau in der Uhlandstraße. Das zusätzliche Schulgebäude integriert die Sporthalle des Uhland-Gymnasiums und wurde am 30. Juli 2014 seiner Bestimmung übergeben. Von 2017 bis 2019 fand eine Renovierung des Altbaus statt.
Ab dem Schuljahr 2023/24 kann Latein wahlweise als zweite Fremdsprache ab Klasse sechs gewählt werden, in Klasse acht steht neben Griechisch und Französisch auch das Verbundfach IMP (Informatik, Mathematik, Physik) zur Wahl.

## Schulleiter

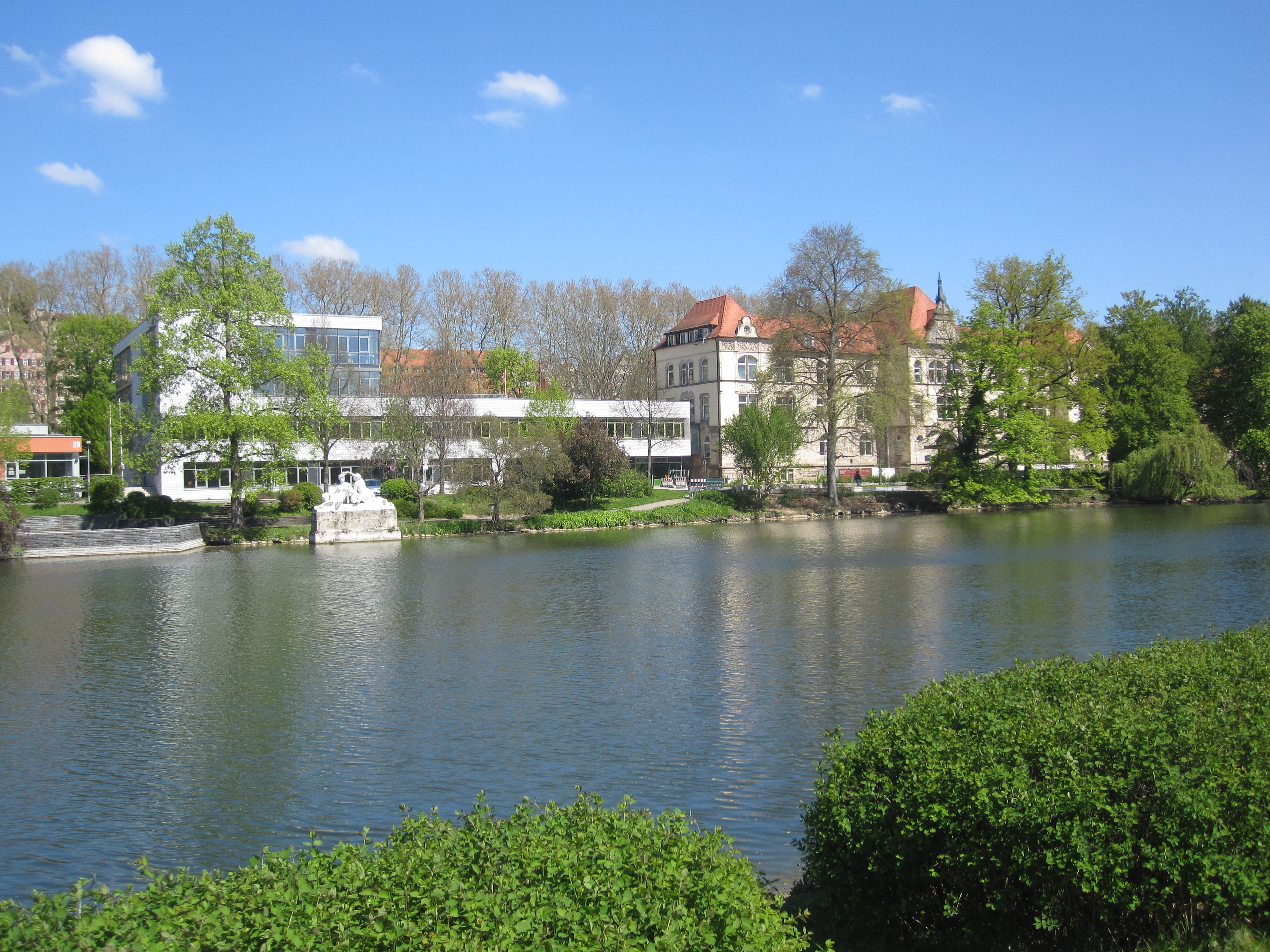
Ansicht vom Anlagensee

Die Schulleiter des Uhland-Gymnasiums waren beziehungsweise sind:
- 1790–1798: Johann Georg Hutten
- 1855–1864: Wilhelm Matthäus Pahl
- 1864–1874: Karl Hirzel
- 1874–1885: Ferdinand Baur
- 1885–1898: Ludwig Majer
- 1898–1902: Oskar Treuber
- 1902–1922: Theodor Knapp
- 1922–1945: Otto Binder (ab 1942 kommissarisch; offizieller Schulleiter 1942–1945: Erich Keller)
- 1946–1948: Eugen Bückle
- 1948–1966: Erich Haag
- 1966–1989: Hermann Steinthal
- 1989–2004: Eberhard Bansbach
- 2004–2014: Ute Leube-Dürr
- seit 2014: Andrejs Petrowski

## Bekannte Ehemalige

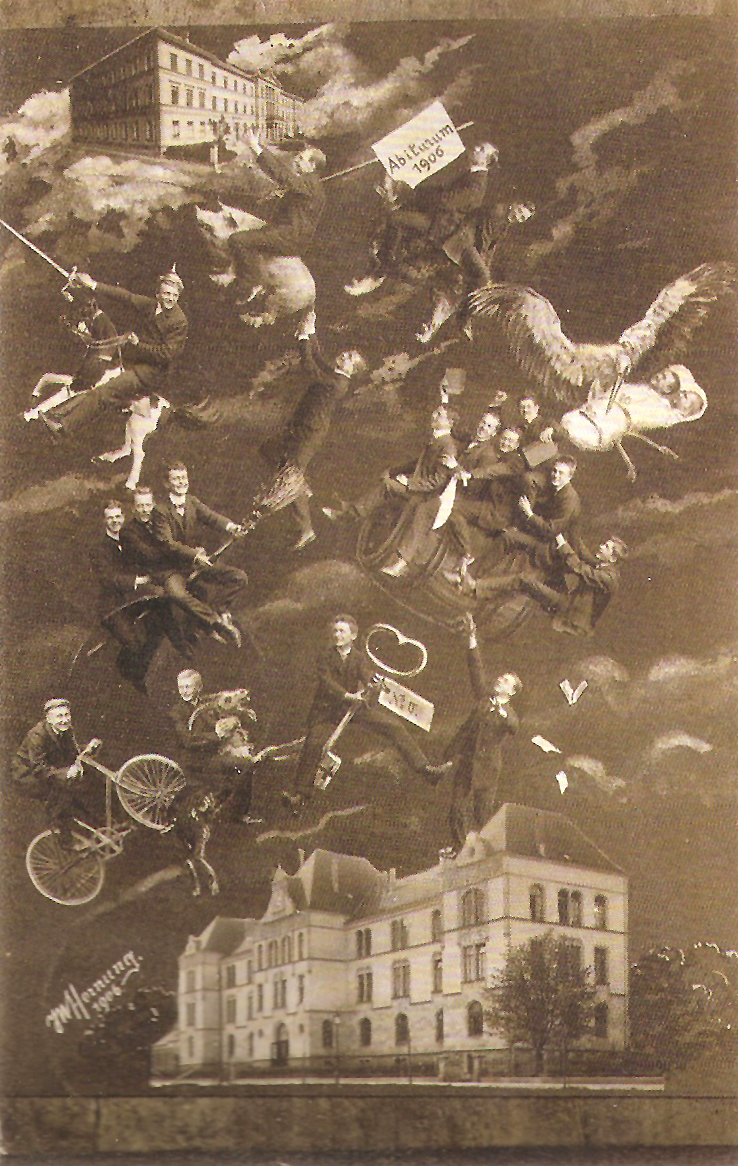
Postkarte von 1906: Die Uhland-Abiturienten schweben symbolisch zwischen dem Uhland-Gymnasium und der Neuen Aula, dem Hauptgebäude der Universität Tübingen

### Ehemalige Lehrer
- Reinhold Aschenberg (* 1949), Gymnasiallehrer für Deutsch, Geschichte, Ethik und Philosophie
- Horst Gorbauch (* 1948), Religionspädagoge und Sachbuchautor
- Dieter Lohmann (* 1938), Klassischer Philologe
- Fritz Mader (1900–1998), Künstler, Kunsterzieher und NSDAP-Funktionär
- Reinhold Rau (1896–1971), Gymnasialprofessor für Geschichte und Klassische Philologie

### Ehemalige Referendare
- Christoph Auffarth (* 1951), Religionswissenschaftler, Theologe und Professor
- Hartmut von Hentig (* 1925), Erziehungswissenschaftler und Publizist
- Claudia Schindler (* 1967), Altphilologin

### Ehemalige Schüler
- Mara Andeck (* 1967), Schriftstellerin
- Jackie Baumann (* 1995), Leichtathletin
- Arthur Baumgarten (1884–1966), Jurist
- Martin Betz (* 1964), Musiker
- Albrecht Beutelspacher (* 1950), Mathematiker
- Kai Bierich (* 1957), Architekt
- Anne Birkenhauer (* 1961), Übersetzerin
- Robert-Alexander Bohnke (1927–2004), Pianist
- Tobias Bonhoeffer (* 1960), Neurobiologe
- Zeno Braitenberg (* 1964), Fernsehmoderator
- Carl Buzengeiger (1771–1835), Mathematiker, Mineraloge und Hochschullehrer
- Eva Cancik-Kirschbaum (* 1965), Altorientalistin
- Renate Dürr (* 1961), Historikerin
- Margarete van Ess (* 1960), Archäologin
- Thomas Fischer (1944–1994), Althistoriker und Numismatiker
- Michael Flitner (* 1960), Geograph
- Bettina von Freytag genannt Löringhoff (1943–2021), Archäologin
- Karl Gebhard (1800–1874), Forstmann
- Otto Robert Hauser (1886–1972), Politiker und Philanthrop
- Andreas Herzau (1962–2024), Fotograf
- Ulrich Hub (* 1963), Theaterautor und Regisseur
- Tilman Jens (1954–2020), Journalist und Autor
- Bruno Klimek (* 1958), Schauspiel- und Opernregisseur
- Karl Kommerell (1871–1962), Mathematiker, Professor der Universität Tübingen
- Albrecht Kroymann (* 1938), Verwaltungsjurist und Kommunalpolitiker
- Maren Kroymann (* 1949), Schauspielerin und Sängerin
- Christian F. Majer (* 1978), Rechtswissenschaftler
- Lukas Meyer (* 1964), Philosoph
- Lothar Müller-Güldemeister (* 1947), Jurist und Autor (u. a. des Romans Uhlandgymnasium)
- Johann Pöschel (1711–1741), Geistlicher und Kirchenlieddichter
- Sigrid Poser (1941–2004), Neurologin
- Beate Rössler (* 1958), Philosophin
- Steffen Saebisch (* 1970), Politiker
- Christoph Scholder (* 1967), Schriftsteller
- Perikles Simon (* 1973), Sportmediziner[9]
- Walther Sontheimer (1890–1984), klassischer Philologe
- Volker Spangenberg (* 1955), Theologe
- Gregor Traber (* 1992), Leichtathlet
- Ulrich Waller (* 1956), Regisseur und Autor
- Gerhard Weng (1916–1988), Politiker
- Wolfram Wilss (1925–2012), Sprachwissenschaftler
- Kurt von Wistinghausen (1901–1986), Theologe und Autor
- Ulrich Wolf (1933–2017), Humangenetiker

## Das Uhland-Gymnasium in der Literatur
Der Jurist Lothar Müller-Güldemeister veröffentlichte 2013 den Roman Uhlandgymnasium. Wie der Titel schon andeutet, sind der Protagonist und zahlreiche weitere Figuren Schüler oder Lehrer des „Uhlands“. Zum Teil können Romanfiguren sogar realen Personen aus dem Lehrkörper der 1960er Jahre zugeordnet werden. So stimmt beispielsweise der im Roman angerissene Lebenslauf eines Lehrers in Teilen mit dem des ehemaligen Referendars Hartmut von Hentig überein. An mehreren Stellen übt der Roman deutliche Kritik an den damals im Uhland-Gymnasium üblichen Unterrichtsmethoden.